# Władysławowo (gmina)
Władysławowo – gmina miejsko-wiejska (w latach 1973–2014 gmina miejska) w województwie pomorskim, w powiecie puckim.
Siedzibą gminy jest miasto Władysławowo. Według danych z 31 grudnia 2013 r. gminę zamieszkiwało 15 400 osób.

## Położenie
Według danych z 1 stycznia 2014 r. powierzchnia gminy wynosiła 39,22 km².
Gmina Władysławowo ma obszar 39,22 km², w tym (według danych z 2002 roku):
- użytki rolne 54%,
- użytki leśne 18%[5].

Gmina stanowi 6,68% powierzchni powiatu. Jest najbardziej wysuniętą na północ gminą w Polsce.

## Historia
Jednostki wchodzące w skład Władysławowa (koniec 2014 roku) mają odmienną przeszłość administracyjną. Chałupy, Chłapowo, Karwia, Ostrowo, Tupadła (ob. Tupadły) i Wielka Wieś (ob. Władysławowo właściwe) były gminami jednostkowymi, a Cetniewo i Poczernino obszarami dworskimi w województwie pomorskim, najpierw w obrębie powiatu puckiego (do końca 1926), a następnie powiatu morskiego. Wszystkie wymienione jednostki weszły 1 sierpnia 1934 w skład nowo utworzonej zbiorowej gminy Strzelno, oprócz Chałup, które weszły w skład nowo utworzonej zbiorowej gminy Hel, obejmującej wówczas całą Mierzeję Helską.
Po wojnie obie gminy znalazły się w województwie gdańskim. 1 lipca 1951 nazwę powiatu morskiego zmieniono na wejherowski. 1 lipca 1952, tamże, utworzono jednostkę o nazwie gmina Władysławowo. Powstała z części gmin: a) Strzelno (gromada Wielka Wieś oraz części gromad Chłapowo (obręb Cetniewo) i Swarzewo) oraz b) Hel (część gromady Chałupy odpowiadająca obszarowi dzisiejszej dzielnicy Szotland w obrębie Mierzei Helskiej). Po raz pierwszy pojawia się też w administracji nazwa Władysławowo. Pozostałe obszary pozostały w granicach gminy Strzelno, a Chałupy właściwe w granicach gminy Hel. Według stanu z 1 lipca 1952 roku gmina Władysławowo – jako jedyna gmina woj. gdańskiego – nie była podzielona na gromady.
W związku ze zniesieniem gmin i utworzeniem gromad jesienią 1954, gminy Władysławowo, Strzelno i Hel zniesiono. W skład nowo utworzonej gromady Władysławowo weszły: prawie cały obszar dotychczasowej gromady Władysławowo ze zniesionej gminy Władysławowo, oraz obszar dotychczasowej gromady Chałupy ze zniesionej gminy Hel. Chłapowo ze zniesionej gminy Strzelno (wraz z częściami dotychczasowej gromady Władysławowo, które nie weszły w skład nowej gromady Władysławowo) weszło w skład nowo utworzonej gromady Strzelno; Tupadła weszły w skład nowo utworzonej gromady Mieroszyno; a Karwia i Ostrowo weszły w skład nowo utworzonej gromady Karwia. Wszystkie cztery nowe gromady weszły 13 listopada 1954 (z mocą obowiązującą od 1 października 1954) w skład reaktywowanego powiatu puckiego w tymże województwie. Tego samego dnia gromadę Władysławowo zniesiono, nadając jej status osiedla, równocześnie łącząc Władysławowo i Chałupy w jeden organizm.
1 stycznia 1960 zniesiono też gromadę Mieroszyno, włączając jej obszar do gromad: Strzelno (m.in. Chłapowo) i Karwia (miejscowości Tupadła, Rozewie i Jasne Wybrzeże). Równocześnie gromadę Karwia (z której wyłączono miejscowości Karwieńskie Błoto I i Karwieńskie Błoto II włączając je do gromady Krokowa) przemianowano na gromadę Jastrzębia Góra z siedzibą w Jastrzębiej Górze.
30 czerwca 1963 Władysławowo otrzymało prawa miejskie. Tego samego dnia zniesiono też gromadę Jastrzębia Góra, nadając jej status osiedla, a równocześnie łącząc Karwię, Ostrowo, Jastrzębią Górę, Tupadła, Rozewie i Jasne Wybrzeże w jeden organizm osiedlowy.
1 stycznia 1970 z osiedla Jastrzębia Góra wyłączono miejscowość Tupadły oraz grunty o powierzchni 423,42 ha, włączając je do gromady Strzelno w tymże powiecie. Do gromady Strzelno włączono także część obszaru miasta Władysławowo (352,39 ha); z kolei inną część Władysławowa (361,77 ha) włączono do gromady Połczyno.
1 stycznia 1973 zniesiono gromady i osiedla i ponownie utworzono gminy. Tego samego dnia zniesione osiedle Jastrzębia Góra, główne części miejscowości Chłapowo i Tupadły (1045,62 ha) oraz niewielką część miejscowości Swarzewo (66,6 ha) ze zniesionej gromady Strzelno, włączono do Władysławowa, które przeszło przez reformę bez zmian statusowych jako gmina miejska.
Ogromne zmiany terytorialne Władysławowa w 1973 roku przyczyniły się do rozległego i przestrzennie niespójnego organizmu miejskiego, tzw. miasta-zlepieńca. Odległość między Kanałem Karwinka na zachodzie a wschodnią granicą Chałup na Mierzei Helskiej wynosiła prawie 25 km, na wielu odcinkach bez fizycznej styczności pomiędzy poszczególnymi dzielnicami i osiedlami (np. między Karwią a Jastrzębią Górą, między Jastrzębią Górą a Rozewiem, między Rozewiem a Władysławowem właściwym; Ostrowo stanowiło wyspę lądową, natomiast odcinek Mierzei Helskiej od centrum Władysławowa po Chałupy był w dużej mierze niezabudowany).
1 czerwca 1975 zniesiono powiaty i dotychczasowe województwa, a Władysławowo weszło w skład mniejszego woj. gdańskiego.
1 stycznia 1993 do Władysławowa włączono jeszcze części wsi: Łebcz (357,31 ha), Strzelno (12,32 ha) i Swarzewo (144,78 ha) z gminy Puck.
Wraz z kolejną reformą 1 stycznia 1999 Władysławowo powróciło do powiatu puckiego w nowo utworzonym woj. pomorskim. Jednostka Władysławowo funkcjonowała jako gmina miejska do końca 2014 roku.

### Okoliczności zmiany statusu formalnoprawnego gminy w 2015 roku
1 stycznia 2015 gmina Władysławowo zmieniła rodzaj z miejskiego na miejsko-wiejski. W praktyce oznaczało to wyłączenie poza administrację miasta obszarów miejscowości Chałupy, Chłapowo, Jastrzębia Góra, Karwia, Rozewie, Tupadły, i Ostrowo, nadając im status wsi. Z wyłączonych terenów powstał obszar wiejski gminy miejsko-wiejskiej Władysławowo. 1 stycznia 2015 odebrany został też status miasta gminie miejskiej Władysławowo z równoczesnym (tego samego dnia) nadaniem statusu miasta miejscowości Władysławowo. Jest to dwuetapowy zabieg administracyjny związany ze zmianą rodzaju gminy z miejskiej na miejsko-wiejską (z identyczną sytuacją spotkały się: w 2008 roku Szczawnica, a w 2014 Czarna Woda, kiedy to przekształcono gminy miejskie Szczawnica i Czarna Woda w miejsko-wiejskie gminy Szczawnica i Czarna Woda).
Zmiana statusu gminy podyktowana była wieloma warunkami. Każda z miejscowości wskazanych do wyłączenia z miasta Władysławowo posiada jednorodny układ osadniczy i przestrzenny oraz (oprócz Chałup i Chłapowa) posiada wspólne ujęcie wody oraz oczyszczalnię ścieków. W miejscowościach przeważa zabudowa jednorodzinna, pensjonatowa oraz zagrodowo-mieszkalna. Mieszkańcy tych miejscowości (gdzie są meldowani) pracują m.in. w rolnictwie, rybactwie i turystyce oraz w świadczeniu usług związanych z obsługą tych branż, a zmiana statusu gminy na miejsko-wiejską umożliwi skorzystanie ze środków Unii Europejskiej przeznaczonych dla obszarów wiejskich. Mieszkańcy nowo utworzonych wsi będą mieli możliwość utworzenia gospodarstw agroturystycznych i uzyskają dostęp do kredytów z tym związanych, a także będą mogli wynająć do pięciu pokoi w gospodarstwach rolnych bez konieczności rejestracji działalności gospodarczej.
Ważną przesłanką do zmiany statusu gminy były też liczne błędne dane adresowe nadawane przez gminę od lat (meldunki, rejestracja firm, nadawanie różnych pozwoleń) – tj. w poszczególnych częściach miasta, a nie w samym Władysławowie. Kontrola wojewody pomorskiego zwróciła na to uwagę i nakazano gminie poprawę tych wszystkich adresów. Okazało się, że koszty tych zaniedbań będą takie duże (wymiana 4100 dowodów osobistych, praw jazdy i dowodów rejestracyjnych, jak również korekta 409 zezwoleń na sprzedaż alkoholi oraz zmiana adresów na 1194 kartach ewidencji obiektów hotelarskich), że taniej będzie zmniejszyć obszar miasta (wymiana tylko 48 dowodów osobistych).
Za zmianą statusu gminy z miejskiej na miejsko-wiejski opowiedziało się:
- 88,42% miasta Władysławowa (przy frekwencji 1,17%) – przeciw 4,21%
- 86,36% osiedla Chałupy: (przy frekwencji 6,66%) – przeciw 4,54%
- 78,18% sołectwa Chłapowo: (przy frekwencji 6,07%) – przeciw 16,36%
- 63,41% osiedla Jastrzębia Góra: (przy frekwencji 4,95%) – przeciw 19,51%
- 91,30% sołectwa Karwia: (przy frekwencji 5,94%) – przeciw 4,34%
- 90,16% sołectwa Ostrowo: (przy frekwencji 5,88%) – przeciw 5,88%
- 89,28% osiedla Rozewie: (przy frekwencji 13,86%) – przeciw 7,14%
- 93,54% sołectwa Tupadły: (przy frekwencji 8,24%) – przeciw 3,22%

Po odłączeniu siedmiu sołectw i osiedli miasto Władysławowo składa się z 5 dzielnic: Cetniewo, Hallerowo, Śródmieście, Szotland i Żwirowa. Odłączone północne i zachodnie wsie (Chłapowo, Jastrzębia Góra, Karwia, Ostrowo, Rozewie i Tupadły) stanowią terytorialnie spójny wiejski obszar gminy Władysławowo, natomiast Chałupy na Mierzei Helskiej stanowią jego eksklawę, pomiędzy miastem Władysławowem a Kuźnicą (gmina Jastarnia). Warto nadmienić, że w granicach miasta Władysławowa nadal pozostaje znaczny odcinek Mierzei Helskiej (5,5 km od nasady), wchodzący w skład dzielnicy Szotland.

## Władze i polityka
Mieszkańcy wybierają do rady miasta 15 radnych. Organem władz wykonawczych jest burmistrz. Po wyborach w 2014 r. burmistrzem Władysławowa jest Roman Kużel.
Mieszkańcy gminy wybierają posłów na Sejm z okręgu wyborczego nr 26, posłów do Parlamentu Europejskiego z okręgu wyborczego nr 1, a wraz z mieszkańcami Jastarni i Helu wybierają wspólnie 6 radnych do Rady Powiatu Puckiego (liczącej 19 radnych).

## Jednostki pomocnicze
- Dzielnice miasta Władysławowo: Cetniewo, Hallerowo, Śródmieście, Szotland, Żwirowa
- Sołectwa: Chłapowo, Chałupy, Jastrzębia Góra, Karwia, Ostrowo, Rozewie, Tupadły.

## Miejscowości
- Miasto: Władysławowo
- Wsie: Chałupy, Chłapowo, Jastrzębia Góra, Karwia, Ostrowo, Rozewie, Tupadły

## Sąsiednie gminy
Jastarnia, Puck, Krokowa